# Abburrmyr
Abburrmyr är en sjö i Gotlands kommun i Gotland och ingår i Gothemån-Snoderåns kustområde.